# کتابخانه نوار مجازی
کتابخانه نوار مجازی (VTL) یک فناوری مجازی سازی ذخیره‌سازی داده است که معمولاً برای پشتیبان‌گیری و بازیابی استفاده می‌شود. یک VTL یک مولفه ذخیره‌سازی (معمولاً هارد دیسک) را به عنوان کتابخانه نوار یا درایو نوار برای استفاده با نرم‌افزار پشتیبان موجود ارائه می‌دهد.
مجازی‌سازی حافظهٔ دیسک به صورت نوار، امکان یک پارچگی VTLها با نرم‌افزار پشتیبان‌گیری موجود و فرایندها و سیاست‌های پشتیبان‌گیری و بازیابی موجود را فراهم می‌کند. مزایا این مجازی سازی شامل یکپارچه سازی حافظه و بازیابی سریعتر داده‌ها می‌شود. ظرفیت حافظه، برای اکثر مین فریم دیتاسنترها متفاوت است، با این حال حفاظت از داده‌های بحرانی کسب و کار و مأموریت آن همیشه حیاتیست.
اکثر راه‌حل‌های فعلی VTL برای ذخیره‌سازی اولیه از آرایه‌های دیسک SAS یا SATA استفاده می‌کنند، زیرا هزینه نسبتاً پایینی دارند. استفاده از آرایه، به دلیل قابلیت افزودن درایوهای دیسک و محفظه‌های بیشتر برای افزایش ظرفیت حافظه، مقیاس‌پذیری راه‌حل را افزایش می‌دهد.
استفاده از VTL همچنین مشکلات استریم را که اغلب کارایی درایوهای نوار را مختل می‌کند، حذف می‌کند، زیرا فناوری دیسک به جریان متکی نیست و می‌تواند بدون توجه به سرعت انتقال داده به‌طور مؤثر بنویسد.
با پشتیبان‌گیری روی دیسک به جای نوار، VTL اغلب هم کارایی پشتیبان‌گیری و هم بازیابی را افزایش می‌دهد. فرآیندهای بازیابی بدون در نظر گرفتن پیاده‌سازی سریعتر از پشتیبان‌گیری هستند. در برخی موارد برای بازیابی از حادثه، داده‌های ذخیره‌شده در آرایه دیسک VTL به رسانه‌های دیگر، مانند نوار فیزیکی، منتقل می‌شود (طرحی به نام دیسک به دیسک به نوار، یا D2D2T).
از سوی دیگر، اکثر محصولات نرم‌افزاری پشتیبان‌گیری معاصر نیز استفاده مستقیم از ذخیره‌سازی سیستم فایل را معرفی کردند (مخصوصاً ذخیره‌سازی متصل به شبکه، که از طریق پروتکل‌های NFS و CIFS از طریق شبکه‌های IP قابل دسترسی است) که اصلاً نیازی به شبیه‌سازی کتابخانه نواری ندارند. آنها همچنین اغلب یک ویژگی مرحله بندی دیسک را ارائه می‌دهند: انتقال داده‌ها از دیسک به یک نوار فیزیکی برای ذخیره‌سازی طولانی مدت.
در حالی که یک کتابخانه نوار مجازی بسیار سریع است، فضای ذخیره‌سازی دیسک درون آن به گونه ای طراحی نشده‌است که قابل جابجایی باشد، و معمولاً شامل درایوهای دیسک خارجی قابل جابجایی فیزیکی نیست تا برای آرشیو داده‌ها به جای نوار استفاده شود. از آنجایی که ذخیره‌سازی دیسک همیشه به منابع برق و داده متصل است و هرگز از نظر الکتریکی ایزوله نمی‌شود، در معرض آسیب‌های احتمالی و فساد ناشی از برخورد صاعقه در ساختمان‌های مجاور یا شبکه برق است.

## تاریخچه
اولین راه حل VTL توسط Cybernetics در سال ۱۹۹۲ با نام HSTC (کش نوار با سرعت بالا) معرفی شد. بعدها، IBM یک سرور نوار مجازی (VTS) را منتشر کرد که در سال ۱۹۹۷ معرفی شد. این محصول بازار پردازنده مرکزی را هدف گرفته بود، جایی که بسیاری از برنامه‌های کاربردی قدیمی تمایل دارند از حجم‌های نوار بسیار کوتاه استفاده کنند. از رابط ESCON استفاده می‌کرد و به عنوان حافظه پنهان دیسک برای کتابخانه نوار IBM 3494 عمل می‌کرد. یک پیشنهاد رقابتی از StorageTek (که در سال ۲۰۰۵ توسط Sun Microsystems خریداری شد، سپس توسط شرکت Oracle خریداری شد) به عنوان Virtual Storage Manager (VSM) شناخته شد که از کتابخانه STK Powderhorn غالب بازار به عنوان یک فروشگاه پشتیبان استفاده کرد. هر خط تولید برای پشتیبانی از ظرفیت‌های بافر دیسک بزرگتر، FICON، و اخیراً (حدود ۲۰۱۰) محیط‌های فقط دیسک بدون نوار ارتقا یافته‌است.
سایر پیشنهادات در فضای مین فریم نیز «بدون نوار» هستند. DLm توسط EMC Corporation توسعه داده شده‌است، در حالی که Luminex با همکاری با Data Domain برای ارائه مزایای حذف مجدد داده‌ها در پشت پلتفرم Channel Gateway، محبوبیت و مقبولیت گسترده‌ای به دست آورده‌است. با کاهش متعاقب پهنای باند تکثیر خارج از سایت که توسط کپی برداری ایجاد می‌شود، این شکل از نوار مجازی ممکن و عملی است که زمان هدف نقطه بازیابی و هدف زمان بازیابی را به نزدیک به صفر (یا آنی) کاهش دهد.
خارج از محیط پردازنده مرکزی، درایوهای نوار و کتابخانه‌ها عمدتاً دارای SCSI بودند. به همین ترتیب، VTLها با پشتیبانی از پروتکل‌های انتقال محبوب SCSI مانند SPI (سیستم‌های قدیمی)، کانال فیبر و iSCSI توسعه داده شدند.
در اواسط دهه ۲۰۱۰، VTLها به لطف درایوهای «بایگانی» پرظرفیت سیگیت و HGST و سناریوهای محبوب تر «نوار در ابر» و دیسک به دیسک به نوار (اغلب در فضای ابری) تولدی دوباره پیدا کردند.
نرم‌افزار آمازون و StarWind با مشارکت Veeam، BackBlaze و Wasabi Technologies محصولاتی به نام دروازه ارائه می‌دهند که پشتیبان‌گیری و بایگانی داده‌های «در محل» را به عنوان نوارهای مجازی ذخیره شده در AWS، Microsoft Azure , Wasabi Technologies و ابرهای عمومی BackBlaze تسهیل می‌کند. ایده این است که یکپارچه سازی یکپارچه از برنامه‌های پشتیبان ناسازگار با APIهای موجود در ذخیره‌سازی اشیاء ارائه شود؛ مثلاً در آن زمان Veeam نمی‌توانست AWS S3 را انجام دهد و هنوز نمی‌تواند در لایه بایگانی عمیق در Azure پشتیبان‌گیری کند.